# Sailor Malan
Adolph Gysbert Malan (24 de Março de 1910 – 17 de Setembro de 1963), mais conhecido por Sailor Malan, foi um piloto sul-africano da Força Aérea Real durante a Segunda Guerra Mundial. Abateu 27 aeronaves inimigas, o que fez dele um ás da aviação. Voou durante a Batalha da Grã-Bretanha e, mais tarde, fez parte de movimentos anti-apartheid na África do Sul.